# Зловісна одержимість
Зловісна одержимість (англ. Evil Obsession) — американський трилер 1996 року.

## Сюжет
Актриса Марго Джонсон, налякана серією вбивств фотомоделей в місті, наймає приватного детектива Деймона Томаса для того, щоб знайти людину, що підкидала їй любовні послання. Слід приводить сищика в школу акторської майстерності Ставинського, де вчиться Гомер Дуглас, але це тільки початок розгадки численних вбивств.

## У ролях
| Актор            | Роль          |
| ---------------- | ------------- |
| Корі Фельдман    | Гомер Дуглас  |
| Кімберлі Стівенс | Марго Джонсон |
| Марк Дервін      | Деймон Томас  |
| Брайон Джеймс    | Ставінскі     |
| Стейсі Рендалл   | Ліз           |
| Уна Деймон       | Саманта       |
| Майкл фенісі     | Білл          |
| Лорелей Леслі    | Дебра         |
| Бела Лехочкі     | Алекс         |
| Сай Річардсон    | Джим          |
| Ханна Суссман    | Аніта         |
| Ніколь Дюран     | Сьюзі         |
| Аннетт Гарпер    | модель        |